# Falmouth Foreside
Falmouth Foreside – jednostka osadnicza w Stanach Zjednoczonych, w stanie Maine, w hrabstwie Cumberland.